# Fluvi
Fluvi fue la mascota oficial de la Expo Zaragoza 2008 diseñada por el español Sergi López Jordana, profesor de la Escuela de Arte y Diseño de Tarrasa (Barcelona).

## La elección de la mascota y su nombre
Está inspirada en una gota de agua y su propuesta fue escogida por unanimidad entre las 120 propuestas presentadas al concurso público que se abrió para escoger una mascota para la Expo.
Por su diseño ganador y la cesión de los derechos de explotación, el joven barcelonés ha recibido 149.000 euros.
La mascota fue presentada oficialmente por la Sociedad ExpoAgua en presencia de la vicepresidenta del Gobierno de España; María Teresa Fernández de la Vega el 17 de diciembre de 2005 en Zaragoza pero sin nombre, ya que este se eligió por votación popular a través de SMS, si bien la votación fue muy controvertida, ya que el 36 por ciento de los votantes optaron por Fluvi, la votación estuvo muy reñida al recabar el nombre de 'Gotika' el 31 por ciento de los apoyos. La tercera opción más votada fue la de 'Wica', con el 11 por ciento de los votos. Por debajo de estas opciones quedaron las de 'Aqua', con el 7 por ciento de los apoyos, y 'Z@qua', con el 5 por ciento de los votos recibidos por SMS.
El nombre final de la mascota fue dado a conocer el 26 de enero de 2006 en un acto institucional celebrado en el stand de Zaragoza en la Feria Internacional de Turismo (FITUR) de Madrid.
Su primera aparición en público fue en el estadio Santiago Bernabéu de Madrid el 12 de abril de 2006, por motivo de la final de Copa del Rey que se disputó en el feudo blanco entre el Real Zaragoza y el RCD Espanyol.
Durante la Expo, los peluches de Fluvi fueron unos de los productos más vendidos estando a punto de agotarse en las tiendas oficiales de la muestra internacional.
A partir del 11 de agosto de 2011, en el parque del Agua se ubicó la Plaza de Fluvi entre el Paseo del Botánico y el de Los Puentes.

## Serie de TV
Fluvi también protagonizó una serie de dibujos animados para niños "Las aventuras de Fluvi" en 2008 por Hampa Studio y dirigido por Alejandor Cervantes. Consta de 13 episodios en los que "La mascota de la Expo 2008 de Zaragoza, Fluvi, es la protagonista de esta serie de dibujos animados en la que también participan sus amigos (Posis) y sus enemigos (Negas) y otros personajes. 
Los episodios giran en torno a cinco temas: el ahorro en el consumo de agua en el hogar, la separación de residuos y reciclaje, la reducción del consumo de energía en los escenarios habituales de un niño, la peligrosidad del uso de productos de limpieza por los pequeños y el consumo responsable.